# Shadow of the Comet
Shadow of the Comet (publié par la suite sous le titre Call of Cthulhu: Shadow of the Comet) est un jeu vidéo d'aventure développé et édité par Infogrames, sorti en 1993 sur MS-DOS.
L'histoire du jeu s'inspire des récits fantastiques du Mythe de Cthulhu de l'écrivain H. P. Lovecraft. Il utilise notamment de nombreux éléments de ses nouvelles L'Abomination de Dunwich (1929) et Le Cauchemar d'Innsmouth (1936).
Shadow of the Comet a été suivi par le jeu vidéo Prisoner of Ice (1995) qui, bien qu'ayant de prime abord une intrigue décorrélée du premier épisode, comporte néanmoins des éléments de scénario qui lient les deux jeux entre eux.

## Synopsis
Le joueur incarne le personnage de John T. Parker, un photographe britannique employé par un journal anglais en 1910. Parker est chargé par son patron d'aller ramener des clichés photographiques du passage de la comète de Halley, alors que celle-ci va bientôt frôler la Terre. Pour ce faire, Parker se rend en Amérique, plus précisément en Nouvelle-Angleterre dans la ville côtière d'Illsmouth (une altération de l'Innsmouth de Lovecraft) car, de cette ville seulement, la comète de Halley semble frôler le ciel et paraît étonnement proche (« à une portée de fusil »).
Ce spectacle, étonnant pour tout astronome ou toute personne intéressée de près ou de loin par les étoiles, n'est pourtant pas suivi ; personne ne se rend jamais à Illsmouth. C'est précisément ce que, quelque 76 années plus tôt, Lord Boleskine, un savant et astronome anglais, avait cherché à comprendre lors de son voyage au cours du précédent passage de la comète (en 1834). Fort de ses connaissances en matière de littérature occulte (notamment de l'ouvrage maudit le Necronomicon), Boleskine avait entrepris diverses recherches sur la comète de Halley ainsi que sur les croyances et les rites liés à Cthulhu. S'étant rendu à Illsmouth pour progresser dans ses recherches, le savant était devenu subitement fou.
Quand John T. Parker arrive à Illsmouth, il met au jour les dessous d'un complot diabolique.
Au cours du jeu, le joueur doit tâcher de maintenir son personnage en vie pendant les trois jours qui le séparent du passage de la comète et, dans le même temps, de mener à bien l'enquête sur les évènements de 1834 — notamment les liens entre la comète, Cthulhu et la malédiction d'Illsmouth.

## Système de jeu
Le joueur contrôle les actions de John T. Parker via les touches directionnelles du clavier et à la souris, le jeu se jouant comme un jeu d'aventure classique à la troisième personne.
Le personnage peut interagir avec son environnement (avec le décor à l'écran et en discutant avec les habitants d'Illsmouth). Les objets qu'il peut prendre à l'écran projettent une ligne blanche de l'œil de Parker vers l'objet, indiquant que le joueur peut ajouter celui-ci à l'inventaire de son personnage. Parker peut utiliser les objets de son inventaire pour effectuer des actions particulières, créer d'autres objets (en les combinant) ou les utiliser directement.

## Accueil
- Adventure Gamers : 4/5[3]

En 1993, le magazine Computer Gaming World fait l'éloge de l'intrigue, des énigmes, de l'écriture et du « sens de l'humour gaulois noir et plutôt méchant » de Shadow of the Comet, mais critique le manque de prise en charge de la souris, qualifiant la manipulation d'objets et la résolution d'énigmes « douloureuse ». Le magazine conclut que le jeu « est une aventure graphique de haute qualité qui n'offre rien de particulièrement nouveau en termes d'avancées technologiques et [qui] est, à certains égards, un peu démodé. Cela n'est peut-être pas une mauvaise chose », étant donné la qualité de l'intrigue.
En 2011, le site internet Adventure Gamers classe Shadow of the Comet comme le 74e meilleur jeu d'aventure jamais sorti à cette date.

## Suite
Shadow of the Comet a connu une « suite » reprenant certains éléments narratifs du premier épisode. Nommée Prisoner of Ice (1995) elle est également réalisée par la société Infogrames.